# Cankarjeva nagrada
Cankarjeva nagrada je slovenska nagrada za književnost, poimenovana po Ivanu Cankarju, ki se od leta 2020 podeljuje za najboljšo izvirno knjigo minulega leta, in sicer na kateremkoli od štirih področjih: pripovedništvo, lirika, dramatika ali esejistika. »Torej v vseh štirih zvrsteh, ki jih je Cankar vrhunsko obvladal.« Nagrajenec prejme denarno nagrado, diplomo in pisno utemeljitev. Vsak avtor je lahko nagrajen le enkrat.
Cankarjeva nagrada je priznanje za vrhunsko literarno umetnino ter letni poklon velikemu slovenskemu pisatelju, dramatiku, pesniku in esejistu Ivanu Cankarju. Podeli se lahko ustvarjalki oziroma ustvarjalcu, ki je z izvirnim literarnim delom – pesniško zbirko, romanom, dramskim delom, zbirko kratkih pripovedi ali esejev – torej z delom s kateregakoli področja Cankarjevega ustvarjanja, trajno obogatil slovensko kulturno zakladnico.
Organizacijski odbor sestavljajo predstavniki Slovenskega centra PEN, Slovenske akademije znanosti in umetnosti, Znanstvenoraziskovalnega centra SAZU in Univerze v Ljubljani, omenjene organizacije so bile 2018 tudi pobudnice nagrade, ki je bila formalno ustanovljena 26. septembra 2019. Denarni del nagrade donira Občina Vrhnika.
11. decembra 2019 so prvič objavili razpis, na katerega je svoje predloge za nagrajence podala zainteresirana javnost, predlogi za kandidate so se zbirali do 8. februarja naslednje leto. Organizatorji so načrtovali podelitev na obletnico Cankarjevega rojstnega dne 10. maja, a je bila zaradi epidemije nove koronavirusne bolezni prestavljena. Podelitev so izvedli 21. junija 2020 na prostem v Cankarjevem lazu, na zemlji, ki je bila nekoč v lasti Cankarjevih in jo pisatelj omenja v svojih delih. V naslednjih letih so podelitve prirejali tudi v vrhniškem Cankarjevem domu.

## Nagrajenci
| Leto | Nagrajenec                          | Ostali nominiranci | Vir          |
| ---- | ----------------------------------- | --- | ------------ |
| 2020 | Sebastijan Pregelj: V Elvisovi sobi | - Vinko Möderndorfer: Ljudomrznik na tržnici - Simona Semenič: To jabolko, zlato - Brane Senegačnik: Pogovori z nikomer                          | [ 4 ]        |
| 2021 | Gašper Kralj: Škrbine               | - Andrej Blatnik: Luknje - Mirana Likar: Pripovedovalec - Lucija Stepančič: Naj me kdo zbudi                                                     | [ 6 ]        |
| 2022 | Simona Semenič: Tri igre za punce   | - Nina Dragičević: To telo, pokončno - Dušan Šarotar: Zvezdna karta                                                                              | [ 7 ]        |
| 2023 | Mojca Kumerdej: Gluha soba          | - Katja Gorečan: Materinska knjižica - Lado Kralj: Ne bom se več drsal na bajerju - Adriana Kuči: Ime mi je Sarajevo - Mirana Likar: Ženska hiša | [ 8 ]        |
| 2024 | Denis Škofič: Tuskulum              | - Pia Prezelj: Težka voda - Anja Mugerli: Pričakovanja - Mateja Gomboc: Gorica - Aleš Šteger: Na kraju zapisano                                  | [ 9 ] [ 10 ] |
| 2025 | - Barbara Korun: Vnazaj             | - Milan Dekleva: Lističi - Feri Lainšček: Kurja fizika - Nataša Kramberger: Po vsej sili živ - Muanis Sinanović: Vse luči                        | [ 11 ]       |